# 록맨
《록맨》(ロックマン)은 캡콤이 제작한 비디오 게임 프랜차이즈이다. 서양 지역에선 《메가맨》(Mega Man)이라는 제목으로 알려졌다. 1987년 12월에 발매하여, 현재까지 큰 인기를 끌고 있는 액션 게임이다. 로봇 전사 록맨을 주인공으로 하여 1987년 12월에 패밀리 컴퓨터로 발매된 록맨으로 시리즈가 시작됐으며, 이후 수많은 플랫폼으로 100개 이상의 작품이 발매됐다. 2020년 3월을 기준으로 전세계에 3600만 개의 판매량을 기록했다.
최초로 발매된 오리지널 록맨 시리즈는 11개의 주작품, 외전 록맨 & 포르테, 그외 게임보이, 메가 드라이브, 게임 기어 등지로 스핀오프로 구성됐다. 그후로 배경상 이야기가 연관성이 있는 록맨 X, 록맨 제로, 록맨 ZX, 록맨 대시가 발매됐다. 휴대용 플랫폼으로만 발매된 록맨 에그제와 유성의 록맨은 별도의 이야기로 취급됐다. 나뉜다.

## 게임

### 원조 시리즈
오리지널 록맨 시리즈는 서기 20XX년이 배경이며, 천재공학자 Dr. 라이트의 조수로봇 록(Rock)이 주인공이다. 어느 날 그의 제작자를 시기한 Dr. 와일리가 라이트가 제작한 로봇들을 전투용으로 개조하고 전쟁을 일으키자, 록은 와일리의 로봇군단로부터 세계를 지키기위해 Dr. 라이트에게 자청해, 정의를 지키는 로봇영웅 록맨으로 재탄생한다.

### 록맨 X
1993년 슈퍼 패미컴으로 처음 발매된 록맨 X 시리즈는 캡콤이 기존 패미컴 게임에서 탈피한 근미래의 그래픽과 새로운 게임플레이로 무장했다. 원래 시리즈로부터 100년 후인 서기 21XX년이 무대이며, 록맨의 후속작이자 스스로 감정을 느끼고 판단에 따른 행동을 내릴 수 있는 Dr. 라이트 최후의 걸작 록맨 X(줄여서 '엑스')가 주인공이다. 뛰어난 능력을 가지고 있는 만큼 위험부담도 크다고 판단한 Dr. 라이트는 X를 캡슐 안에 보관해 자신의 수명을 뛰어넘는 오랜 기간 동안 관찰하고 검사하도록 한다. 수십 년 후 과학자 Dr. 케인에 의해 미래에서 깨어난 엑스는 자신을 본따 제작된 신형 로봇 레플로이드 사이에서 번지는 인간과의 전쟁을 막기위해 나선다.

### 록맨 대시
1997년 플레이스테이션에서 시작된 록맨 대시는 3차원 기술을 발판으로 시리즈 최초로 3D 환경에 발을 들였다. 클래식 및 X 시리즈로부터 수천 년이 지난 까마득한 미래의 지구가 주무대이며, 해수면 상승으로 인해 지표 대부분이 바다로 뒤덮혀 자원난이 극심해져 자원을 채취하는 집단 디가우터가 번성하는 시대를 다뤘다. 록맨 대시는 주인공 록 볼넛이 곳곳의 섬 주민들과 교류하며 고대유적을 탐험하면서 비밀을 파헤치는 액션 어드벤처 요소에 중심을 둔다.

### 록맨 에그제
록맨 에그제는 기존 게임들과 세계관을 공유하지 않는 롤플레잉 게임 시리즈이며, 2001년 게임보이 어드밴스에서부터 시작해 카드 게임과 넷 나비 육성을 중심으로 한 게임플레이를 보였다.

### 록맨 제로
록맨 제로는 록맨 X에 등장한 주연 제로가 주인공으로, 그와 같은 레플로이드를 압제하는 인간우월 제국에 대항하는 이야기가 중심이다.

### 록맨 ZX
록맨 ZX는 록맨 제로로부터 200년 후의 이야기로, 기술이 진보하면서 레플로이드와 인간 간의 차이가 눈에 띄게 감소한 세계가 무대이다.

### 유성의 록맨
유성의 록맨은 록맨 에그제의 후속작으로, 전자기파 전선망으로 세계가 연결된 사회에서의 일을 다뤘다.

## 타임라인
시리즈와 그 파생에 따른 시간적 순서는 두 가지로 나뉜다. '록맨 퍼펙트 메모리즈'라는 일본에서만 사용 가능한 캡콤 공식 자료집에 따르면 다음과 같다.

### 로봇 시간대
- 록맨은 20XX년의 일을 다루고 있다.
- 록맨 X는 21XX년의 일을 다루고 있다.
- 록맨 제로는 록맨 X 시리즈 후 수백년이 지난 일을 그리고 있다.
- 록맨 ZX는 '제로'시리즈가 일어나고 수백년 후에 일어난 사건을 배경으로 한다.
- 록맨 대시는 훨씬 앞서 다른 제목의, 정해지지 않은 먼 미래에 일어난 사건을 다룬다.

### 네트워크 시간대
평행 세계의 로봇 대신 컴퓨터 기술이 번영한 세상에서 사건이 펼쳐진다.
- 록맨 EXE 시리즈는 200X에서 발생한 사건을 다루고 있다.
- 유성의 록맨 시리즈는 220X에서 일어난 사건을 그리고 있다.

## 후속

### 카메오 출연
주인공 록맨과 다른 등장인물들은 캡콤의 게임들에서 꾸준히 찬조출연했다. 마블 엔터테인먼트와의 협조로 제작된 대전 격투 게임 시리즈 마블 vs. 캡콤에선 록맨 시리즈의 여러 인물들이 등장했는데, 마블 vs. 캡콤: 클래시 오브 슈퍼 히어로즈에선 록맨과 롤이, 마블 vs. 캡콤 2에선 트론 본과 꼬붕이 차례로 나와 활약했다. 그리고 3D 그래픽으로 제작된 마블 vs. 캡콤 3에선 제로가, 마블 vs. 캡콤: 인피니트에선 록맨 X가 나타나 선보였다.

## 이야깃거리
록맨이 미국 등에 진출할 때, CAPCOM에선 북미판 제목을 메가맨(Mega Man)로 수정해 발매했는데, 그 당시 캡콤 미국지사 사장이 어감이 좋지 않다는 이유로 록맨을 거부하여 다른 대안으로 선택된 명칭을 사용했다한다.